# Webster (New Hampshire)
Pour les articles homonymes, voir Webster.
Webster est une municipalité américaine située dans le comté de Merrimack au New Hampshire. Selon le recensement de 2010, sa population est de 1 872 habitants.

## Géographie
La municipalité s'étend sur 28,62 milles carrés (74,13 km2), dont 0,57 milles carrés (1,48 km2) d'étendues d'eau.

## Histoire
Webster devient une municipalité indépendante de Boscawen en 1860. Elle est nommée en l'honneur de l'homme d'État Daniel Webster,.